# Alexeter nebulator
Alexeter nebulator är en stekelart som först beskrevs av Carl Peter Thunberg 1822.  Alexeter nebulator ingår i släktet Alexeter och familjen brokparasitsteklar. Arten är reproducerande i Sverige. Inga underarter finns listade i Catalogue of Life.